# Makawe waihekensis
Makawe waihekensis är en kräftdjursart som beskrevs av Duncan 1994. Makawe waihekensis ingår i släktet Makawe och familjen tångloppor. Inga underarter finns listade i Catalogue of Life.